# Оксфорд (Канзас)
Оксфорд (енгл. Oxford) град је у америчкој савезној држави Канзас.

## Демографија
По попису из 2010. године број становника је 1.049, што је 124 (-10,6%) становника мање него 2000. године.
| Група             | 2000.         | 2010.       |
| Белци             | 1.118 (95,3%) | 987 (94,1%) |
| Афроамериканци    | 1 (0,1%)      | 10 (1,0%)   |
| Азијати           | 2 (0,2%)      | 4 (0,4%)    |
| Хиспаноамериканци | 15 (1,3%)     | 23 (2,2%)   |
| Укупно            | 1.173         | 1.049       |